# 出直しといで!
『出直しといで! 』（でなおしといで）は、一色まことによる学園コメディ漫画。

## 概要
「ビッグコミックスピリッツ」（小学館）において、1987年から1992年にかけて連載された（ただしその間に長期休載期間があった）。単行本は小学館ビッグスピリッツコミックスより全6巻。1999年にはビッグコミックスワイドより全3巻、2003年にはアッパーズKC（講談社）より全6巻で再刊されている。
とある地方の高校・青菜高校を舞台として、森下茜を中心とした面々の学校生活を描いた青春学園コメディ。作中に『ドラクエIII』の発売が来年の2月であるとの記述があり、時代設定は連載が開始された1987年から1989年にかけてとなっている。
学園コメディであり、大きな主軸としては茜・土屋・山田・葛西の恋愛話が挙げられるが、決してこれに縛られることはなく、他の登場人物の恋愛とそれに悩む友人・部活・卒業後の進路等と高校生活でありがちな様々な悩みを描き出している。ベタとも言える非常に王道的な内容ではあるが、個性あふれる明るい登場人物や、作者の他作にも見られる家族愛の表現によって独自の特色を出している。

## あらすじ
森下茜は青菜高校に通う高校2年生で、親友の相馬仁子、大福、山田素直らと共に楽しい高校生活を送っていた。仁子との賭けに勝つため、茜は冗談で初対面の土屋時彦に告白をする。しかし土屋の方は以前から茜のことが好きであり、このことをきっかけに茜との交流を持つようになる。土屋のことが好きな葛西涼子との人間関係から、一度は土屋を振った茜であったが、友達として交流を続けて行く中、徐々にその人柄に惹かれていくこととなり、高3の途中から付き合うようになる。恋に、友達に、部活に、卒業後の進路にと悩める高校生の日常が描かれる。

## 登場人物
※青菜高の生徒は特に記述のない限り初登場時2年。

### 青菜高J組
卒業後の進路希望が就職・短大・専門学校の生徒向けのクラスで、A組の女子からはアホクラスと呼ばれている落ちこぼれ組。
森下 茜（もりした あかね）主人公。母は幼い頃に他界しており、祖父・父・弟との4人暮らし。弟を慎さんとよぶ。表裏のない素直な性格で常に自然体。また自分の感情に非常に素直でありなおかつ短気なため、頭より先に体が動くタイプ。恋愛に関してはかなり疎く、それ故山田を苦しめる事となる。冗談の告白から始まった土屋との関係ではあったが、後には恋人として付き合う事となった。留年の可能性がある程に勉強は非常に苦手。青菜高の弱小女子バスケット部唯一のポイントゲッターであり背番号7番。驚異的なジャンプ力から生み出されるそのプレイはバスケを知らぬものであっても惹き付ける魅力を持ち、インターハイ常連校を相手に一人で互角に戦う。しかしその強さ故徹底的にマークされる事となり、短気な性格も合わさりいつも5ファウルで退場となってしまう。卒業後の進路が最後まで決まらず悩んでいたが、自分がしたい事がバスケである事に気付き市のバスケットチームに入団。その事がきっかけとなって卒業後は実業団へと入る事となるが、怪我によって4年で引退となった。卒業10年後には土屋と結婚し5歳の息子がいる。
相馬 仁子（そうま じんこ）茜の親友。美人で金持ち、勉強もそれなりにできる、喧嘩も強い、そして多くの彼氏を持ってそれなりに遊んでいるがやる時にはやると抜かりない人間。どこかさめた所のある性格で、茜が起こす騒動を一歩引いて第三者として楽しみ、また他人の為に自分を犠牲にする事はない。ナンパして来た公平には同じ高校に本命の彼氏がいた為に茜の名前を騙って付き合った。クラスの女子を相手によく恋愛論を説いている。卒業後は華上女子学院に推薦で進学。理屈ばっかりこねて理想が高くなったため、10年後には集まったメンバーで唯一未婚。
原 ゆきみ（はら -） / 大福茜の幼馴染みで親友。通称「大福」で本名で呼ぶ人はほとんどいない。父は他界し、上に三人の兄がいる。実家は食堂を営んでおり、よく手伝いをしている。父の遺伝によってかなり強度の天然パーマであり、小さい頃からのコンプレックスとなっている。無口で本人はあまり喋らないが、本人は知りたく無い様な核心情報を知ってしまう事が多くそれ故一人で悩む事も多い。バスケ部マネージャーを務める。卒業後は遠戚の印刷所に勤め、高校時代に密かに思っていた教師の高原の元へ押し掛けて結婚。卒業10年後には3人の子持ちとなっている。
田代 みすず（たしろ -）刈り上げおかっぱに眼鏡をかけたクラス委員長。小さい頃から勉強ができる事だけを自分の拠り所としており、それ故非常に生真面目な性格であり、また頭を殴られる事を極端に嫌う。自他ともに認めるブスであり、非常に強いコンプレックスとなっている。それ故仁子の恋愛論を誰よりも必死に聞き、必死すぎるとの注意を受けることが多い。当初は密かに土屋に思いを寄せていたが、後にはふとしたきっかけから山田を好きになる。卒業後は2浪しながらも大学へと進学。高校卒業の10年後には知性派のニュースキャスターとして人気を博し、お笑いタレントとの関係がスクープされている。
山田 素直（やまだ すなお）茜とは小学校2年生の頃からずっと一緒にいた幼馴染み。口髭を生やしている。実家は八百屋を営んでいる。茜以上に留年しそうなくらいの馬鹿。男子バスケ部員で女子バスケ部の試合時にはコーチ代行も務める。ずっと茜に思いを寄せており、当初は土屋との仲を裂こうもするが、茜の気持ちを察し徐々に仲を認めて行く。卒業後は東京へと修行にでており、10年後に婚約者を連れて帰郷。
畠山（はたやま）茜達の幼馴染み。坊主頭で眼鏡をかけている。4流大学に落ちそうなぐらい成績が悪い。
下北沢（しもきたざわ）実家は運送屋を営んでおり、卒業と共に家業を継ぐ予定。

### 青菜高のその他のクラス
土屋 時彦（つちや ときひこ）成績優秀な特別クラスA組に在籍し、その中でもトップと学年最優秀の成績を誇る秀才。サラリーマンとなった兄がいる。実家は動物病院で、獣医となって継ぐのが夢。仁子曰く童貞まる出しエリート男。茜が仁子達とのふざけ合いで告白して来た事をきっかけとして交流を持つ様になるが、実は中学時代に茜のバスケの試合を見たのをきっかけとして以前から茜に思いを寄せていた。一度は「友達として好き」と言われ振られるも、自然体で茜と接して行く中、茜に取ってかけがえのない人物となり恋人として付き合う様になる。卒業後は東京の大学に進学し、獣医の資格を取って実家を継いだ模様。高校卒業10年後には茜と結婚し5歳の子供がいる。
葛西 涼子（かさい りょうこ）A組の生徒で、土屋の幼馴染み。自他ともに認めるかなりの美人であり、成績も常に学年10番以内と優秀。土屋にずっと思いを寄せており、茜を敵視していたが、茜の性格の良さに触れて心を許す様になる。後に土屋が中学の頃から茜を気にしていた事に気付き、大人しく身をひいている。
相沢 幸治（あいざわ こうじ）3年E組。大福が一目惚れした相手。悪気がないながらも大福の頭をモップみたいだと発言し大福を登校拒否にする。
吉田（よしだ）クラスは不明で、恐らく茜と同学年。女子バスケ部のメンバーで背番号5番。極度の上がり症で試合前には頻繁にトイレに行く。

### 青菜高の先生
花輪（はなわ）鼻の右下に大きなほくろがあり鼻糞の様に見える事から通称「ハナクソ」。担当教科は英語。学園物の先生にありがちなオールドミスキャラクター。
鈴木 勝男（すずきかつお）J組の担任。30歳酉年（1957年生まれ）。これと言った特徴がなく、どこか頼りない。説教はくどくて長い。弁当持参で通勤する事がささやかな楽しみ。
吉本（よしもと）担当教科は数学。1年生のクラスでやる小テストの作成を強引に土屋に依頼する。葛西が「またなの」と言っている事から頻繁に依頼している模様。
丸山ハゲである事から、通称「ハゲマル」。担当教科は国語。
高原 高貴（たかはら こうき）3年の2学期から赴任して来た教師でJ組の副担任。前は男子校にいた。実家は善財寺という寺院で教師と坊主を兼任している。女生徒に対し、「俺の所に嫁に来い」と言うのが口癖。後に押し掛けて来た大福と結婚。

### 森下家
森下 慎太郎（もりした しんたろう）茜の2つ年下の弟。成績優秀、料理が得意で家族全員の面倒を見ているという非常に出来た子。市立第三中学校に通い、後には姉と同じ青菜高校に入学。
じいちゃん茜の祖父で本名不明。禿げた頭の中心線が凹んでおり、お尻の様な頭をしている。茜の家で友達が集まる際は一緒になって遊んでいる。1年7ヶ月かけても『ドラクエI』がクリア出来ない。慎太郎の作ったご飯以外は食べたがらないため、学校に行く前に慎太郎がお弁当を作って行く。
茜の父本名不明。会社勤めで、いつも慎太郎に起こしてもらい、弁当を作ってもらって会社に通っている。慎太郎が喋りかける描写で間接的に登場はしているものの直接の登場はなし。
まめ森下家で飼われている黒猫。非常に人懐っこい。

### 田代家
田代の父本名不明。みすずは彼に似ておりそっくりな顔をしている。貧しさからみすずに進学をあきらめる様に諭すが、みすずの気持ちを知り進学を認める。
田代の母本名不明。夫とは駆け落ちで結婚している。小さい頃から親戚を転々とするなど家庭環境に恵まれず、夫がはじめての心を許せる家族であった。
田代 克幸（たしろ かつゆき）みすずの弟。姉をブスと呼び、逆に姉からはバカ幸と呼ばれる。野球が大好きで勉強は苦手。

### 青華学園女子バスケ部
青葉高校の女子バスケットインターハイ地区予選初戦の相手。地域屈指の実力校。
峰岸 隆一（みねぎし りゅういち）監督。妻はVVGのリーダをしておりその関係から名目上だけVVGの監督兼コーチもやっている。一度だけ見た試合から茜の力を高く評価しており、それ故田丸にファウルを誘わせて退場に追いやる。のちにVVGに茜がいるのを発見し、共同石油の実業団バスケットボール部の見学へと誘い、茜が実業団へ入るきっかけを与えた。
岡本（おかもと）当初試合に出場していたが、タイム時に弱気な発言をした為に交代させられる。その後、自ら引っ込んだ田丸に代わり再出場。
山崎（やまざき）背番号9番。岡本と交代で試合に出場。
山下（やました）途中より交代で参戦。
大森（おおもり）途中より交代で参戦。
田丸（たまる）背番号20番。巧みに茜をファウルに誘い、5ファウルで退場させるも、その事が心に引っかかり自ら選手交代を名乗り出る。

### 白菜高校
公平（こうへい）仁子をナンパした男で、仁子が偽名で森下茜を名乗った為に仁子を茜さんと呼ぶ。
美奈子（みなこ）公平の彼女。公平が浮気している事を知り、青菜高に乗り込んで来た。
桜町 貴清（さくらまち たかきよ）仁子のとりあえずの本命の彼氏。父親は東大出の検事であり本人も同じ道を目指す秀才。この為か、変に生真面目な性格で毎週金曜日夜8時きっかりから電話をする（ただし受験に備えて2週間に1回に変更）。

### VVG
青菜市の青年部バスケットチームでメンバーのほとんどがおばさん。チーム名は「ビクトリー! ビクトリー! ガールズ」の略で通称は「VVガールズ」。
田々野（ただの）元青菜高バスケ部で茜の2年先輩。VVGに茜を紹介してくれた。
丸井（まるい）いつも大きなおにぎりを作って来て茜にお裾分けしてくれる。茜と同い年の娘がいてチーム最年長。
峰岸 幸子（みねぎし さちこ）チームの中では若い方だが実力からリーダを務める。夫は青華学園バスケット部監督の隆一。
亀田 房枝（かめだ ふさえ）バスケ初心者だが非常に熱心。未婚である事を気にしており30回以上お見合いをしている。
亀田 和枝（かめだ かずえ）房枝の双子の妹。既婚者で子供もいる。
坂下（さかした）既婚のおばさん。

### その他
鈴木 律子（すずき りつこ）勝男の妻。26歳。結婚に失敗したと思っている。
原 より子（はら よりこ）大福の母親で、原食堂を経営。
外村 和雄（そとむら かずお）共同石油バスケ部の監督。峰岸に連れられ見学に来て、練習に参加した茜を見てスカウトに来る。
京子（きょうこ）高校卒業後、東京へ修行へでていた山田が連れて帰って来た婚約者。
土屋 慎（つちや まこと）茜と土屋の子供。10年後を描いた最終回に5歳で登場。
キヨシ元は野良だった土屋家の犬。野良だった時の名残か臭いものが大好きでゴミ漁りが趣味。非常に人懐っこい。